# Thomas Buergenthal
Thomas Buergenthal (Ľubochňa, Checoslovaquia, actualmente Eslovaquia, 11 de mayo de 1934-Miami, Florida, 29 de mayo de 2023) fue un juez estadounidense de la Corte Internacional de Justicia y de la Corte Interamericana de Derechos Humanos.

## Biografía
Thomas Buergenthal creció en el ghetto judío de Kielce (Polonia) y más tarde en los campos de concentración de Auschwitz y Sachsenhausen. Estudió en el Bethany College de Virginia Occidental (se graduó en 1957), y recibió el título de Profesor en Derecho en la Universidad de Nueva York en 1960, y los títulos de Maestro en Derecho y Doctor en Ciencias Jurídicas en derecho internacional por la Facultad de Derecho de Harvard.
Buergenthal era especialista en derecho internacional y Derechos Humanos. Desde 2000 y hasta 2010, ocupó un asiento como juez en la Corte Internacional de Justicia de La Haya. Con anterioridad había sido Profesor Lobingier de Derecho y Jurisprudencia Internacional y Comparado en la Facultad de Derecho de la Universidad George Washington, entre muchos otros cargos académicos de prestigio. 
Desarrolló su carrera como juez durante muchos años, incluyendo largos períodos en varias  organizaciones internacionales especializadas. Entre 1979 y 1991, fue juez en la Corte Interamericana de Derechos Humanos, incluyendo un período como presidente de ésta; desde 1989 a 1994, fue juez del Tribunal Administrativo del Banco del Desarrollo Interamericano; en 1992 y 1993, formó parte de la Comisión de la Verdad para El Salvador de las Naciones Unidas; y desde 1995 hasta 1999, fue miembro del Comité de Derechos Humanos de las Naciones Unidas.
Buergenthal fue autor de más de una docena de libros y un gran número de artículos sobre derecho internacional, derechos humanos y derecho comparado.
El noruego Odd Nansen, quien conoció a Buergenthal en Sachsenhausen, escribió un libro sobre él titulado Tommy.

## Obras seleccionadas
- Law-Making in the International Civil Aviation Organization (1969)
- International Protection of Human Rights (with L. B. Sohn, 1973)
- Public International Law in a Nutshell (4th edition 2007, with S.D. Murphy)
- International Human Rights in a Nutshell (3rd edition 2002, with D. Shelton and D. Stewart)
- Protecting Human Rights in the Americas (4th edition 1995, with D. Shelton)
- Ein Glückskind: Wie ein kleiner Junge zwei Ghettos, Auschwitz und den Todesmarsch überlebte und ein zweites Leben fand (Autobiografía, 2007), traducido al español como "Un niño afortunado. De prisionero de Auschwitz a juez de la Corte Internacional" Por Plataforma Editorial.